# 済生会若草病院
社会福祉法人恩賜財団済生会若草病院（しゃかいふくしほうじんおんしざいだんさいせいかいわかくさびょういん）は、神奈川県横浜市金沢区にある医療機関である。

## 概要
済生会神奈川県病院が戦時中の横浜大空襲で病院施設が焼失したため、代替地として当地にあった、旧海軍釜利谷工員宿舎を流用し病院施設として再開した。その後、移転地（現在の所在地）が確定したため、移転話が持ち上がると、近傍住民からの病院施設の残地要望が強かったことを受け、病院施設をそのまま流用し恩賜財団済生会若草病院として再出発したことが当院の特徴ある経緯である。2025年4月時点、神奈川県選挙管理委員会より、不在者投票のできる施設の一つとして指定されている。

## 沿革
- 1913年（大正2年）9月 - 神奈川県病院が現在の横浜市西区岡野町に開設。（済生会第1号病院）
- 1945年（昭和20年）5月29日 - 横浜大空襲により、病院焼失。
- 1946年（昭和21年）4月15日 - 旧海軍釜利谷工員宿舎を仮病院として改築。診療再開。（現在の横浜市金沢区平潟町）
- 1949年（昭和24年） - 現在地の横浜市神奈川区富家町に移転。残地にも、内科、外科、産婦人科の3科、128床をもって再編成。これが当院の出発点となる。
- 1988年（昭和60年） - リハビリテーションセンターを開設する。
- 1996年（平成8年） - わかくさ訪問看護ステーションを開設する。
- 1997年（平成9年） - 横浜市病院協会看護専門学校看護婦養成所実習施設を受託。
- 2005年（平成17年） - 一般病床234床となる。
- 2017年（平成29年） - 許可病床数177床となり、一般病床177床（うち地域包括ケア病床44床、回復期リハビリテーション病床46床含む）。療養病床は廃止。
- 2018年（平成30年） - 一般病床のうち、地域包括ケア病床を88床へ変更。

## 診療科
- 内科
- 神経内科
- 外科
- 整形外科
- 脳神経外科
- 婦人科
- 眼科
- 耳鼻咽喉科
- 皮膚科
- 泌尿器科
- 肛門外科
- リハビリテーション科
- 麻酔科

診療協力部門
- 看護部
- 薬剤部
- 放射線科
- 検査科
- 栄養科
- リハビリテーション科

医療管理支援部門
- 在宅介護支援
- 訪問診療

## 医療機関の指定等
- 保険医療機関
- 救急告示医療機関
- 労災保険指定医療機関
- 生活保護法指定医療機関
- 身体障害者福祉法指定医の配置されている医療機関
- 原子爆弾被害者一般疾病医療取扱医療機関
- 無料低額診療事業実施医療機関

## 交通アクセス
- 京急本線金沢八景駅下車、徒歩約15分。
- 金沢シーサイドライン野島公園駅下車、徒歩約3分。
- 横浜京急バス4・文5・文6・文15系統で洲崎下車、徒歩約8分。